# Ліцей № 4 (Кременчук)
Кременчу́цький ліцей № 4 "Кремінь" — ліцей  № 4, розташований у Кременчуці. Спеціалізований ліцей фізико-математичного та хіміко-біологічного профілів.Заклад освіти, що забезпечує реалізацію права громадян на здобуття повної загальної середньої освіти

## Про ліцей
Кременчуцький ліцей № 4 "Кремінь" – спеціалізований ліцей фізико-математичного та хіміко-біологічного профілів для здібних учнів. При ліцеї відкриті доліцейні спеціалізовані класи з поглибленим вивченням математики, фізики, біології та хімії, початкові та 5—9 загальноосвітні класи.
Кременчуцький ліцей № 4 — учасник експерименту Всеукраїнського рівня за темою: «Управління інноваційною діяльністю в умовах сучасного навчального закладу».
Попередня підготовка учнів до вступу у ВНЗ починається ще з 1 класу. Основна підготовка — з 10 класу, коли посилюється профілізація навчання, вводяться предмети за вибором; учні остаточно розподіляються за рівнем знань та мотивацією до «одержання відмінних оцінок», проводяться попередні співбесіди з батьками. Закінчується 10 клас обов'язковою навчально-виробничою практикою.
У ліцеї працюють 70 педагогів, серед них: Соросівських учителів — 1; учителів-методистів — 30; старших учителів — 21; учителів вищої категорії — 55, відмінників освіти України — 14.

## Співпраця з ВНЗ
Ліцей має угоди з 11 вищими навчальними закладами, куди орієнтує випускників. Підтримується тісний зв'язок із Кременчуцьким національним університетом: ліцей є складовою частиною комплексу «Політехнік». Підписані угоди з наступними ВНЗ:
1. Відкритий міжнародний університет розвитку людини «Україна» (Кременчуцька філія);
2. Київський національний університет технологій та дизайну;
3. Кременчуцький національний університет ім. М. В. Остроградського;
4. Кременчуцький університет економіки, інформаційних технологій та управління;
5. Національний аерокосмічний університет ім. М. Є. Жуковського «Харківський авіаційний інститут»;
6. Національний гірничий університет України (м. Дніпро);
7. Національний фармацевтичний університет (м. Харків);
8. Одеська державна академія холоду;
9. Полтавський національний технічний університет ім. Ю. Кондратюка;
10. Харківський національний університет ім. В. Н. Каразіна;
11. Полтавський факультет менеджменту і бізнесу Київського університету культури.

На базі ліцею працює фізико-математична школа від НХАУ для учнів 11-х класів. У рамках співпраці з Кременчуцьким національним університетом щорічно обдаровані учні ліцею та вчителі природничого циклу беруть участь у роботі регіональної науково-технічної конференції молодих учених і спеціалістів з нагоди святкування в КНУ Дня науки.